# Ehrhart Hanf
Ehrhart Hanf (* 4. Dezember 1936 in Halle (Saale); † 2000) war ein deutscher Mathematiker, Ökonom und Hochschullehrer an der Universität Hohenheim. Mit seinen mathematischen Betriebsmodellen in der Programmiersprache Fortran 4 war er zusammen mit Günther Weinschenck Pionier und Wegbereiter der digitalen Betriebsplanung in der Landwirtschaft.

## Leben und Wirken
Hanf studierte Mathematik und Physik an der Universität Mainz von 1956 bis 1963 und absolvierter die Prüfung für das Lehramt an höheren Schulen 1965.
Danach wechselte er als Assistent an das Institut für Wirtschaftslehre des Landbaus an die Landwirtschaftliche Hochschule Hohenheim mit Promotion zum Dr. oec. im Fachbereich Wirtschafts- und Sozialwissenschaften 1969. Im Jahr 1973 folgte die Habilitation für das Lehrgebiet Ökonometrie und Unternehmungsforschung an der inzwischen umbenannten Universität Hohenheim.
Den Ruf als Professor an die Rheinische Friedrich-Wilhelms-Universität Bonn nahm er 1974 an, kehrte aber nach wenigen Jahren nach Hohenheim zurück und war 1979 bis 1981 Dekan an der Fakultät für Wirtschafts- und Sozialwissenschaften und von 1992 bis 1994 Vizepräsident der Universität Hohenheim.
Hanf war der Sohn des Hallenser Agrarwissenschaftlers Erhart Hanf (Promotion 1931) und der Bruder von Claus-Henning Hanf. er verstarb im Alter von 63 Jahren.

## Forschungsgebiete und Engagements (Auswahl)
- Anwendung mathematischer Methoden auf Planungsprobleme bzw. mit statistischen Anwendungen in der Unternehmensforschung.

## Mitgliedschaften
- Deutsche Gesellschaft für Operations Research
- Gesellschaft für Wirtschafts- und Sozialwissenschaften des Landbaus
- International Association of Agricultural Economists